# Valentín Pimentel
Valentín Pimentel (Cidade do Panamá, 30 de maio de 1991) é um futebolista panamenho que atua como meio-campo. Atualmente defende o Plaza Amador.

## Carreira
Valentín Pimentel fez parte do elenco da Seleção Panamenha de Futebol da Copa América de 2016.